# تحليل البروتوكول
تحليل البروتوكول عبارة عن طريقة بحثية في علم النفس تهدف إلى استنتاج تقارير شفهية من المشاركين في الأبحاث. ويستخدم تحليل البروتوكول لدراسة التفكير في علم النفس المعرفي (كراتشر، 1994) والعلوم الاستعرافية (سايمون وكابلان، 1989) وتحليل السلوك (أوستن وديلاني، 1998). وقد عثر على تطبيقات إضافية في تصميم استطلاعات الرأي والمقابلات الشخصية (سودمان وبرادبورن وشوارز، 1996)، واختبارات الفائدة (هندرسون وسميث وبود وفاريلا ألفاريز، 1995) وعلم النفس التربوي (بريسلي وأفليرباخ، 1995، رينكل، 1997).

## وصلات خارجية
تحليل البروتوكول
: أداة لتسهيل تحليل البروتوكول الشفهي بالإنجليزية أو الألمانية أو الإسبانية أو الصينية.